# South Park (säsong 5)
Säsong 5 av South Park, är en amerikansk animerad TV-serie skapad av Trey Parker och Matt Stone, började sändas den 20 juni 2001 på Comedy Central. Säsongen består av 14 avsnitt.

## Produktion
I en ljudkommentar från 2007 kallade Trey Parker säsong 5 för "den där allt började bli bra," medan Matt Stone kallade "Säsong fem för den bästa."

## Rollista

### Huvudroller
- Trey Parker som Stan Marsh, Eric Cartman, Randy Marsh, Mr. Garrison, Clyde Donovan, Mr. Hankey, Mr. Mackey, Stephen Stotch, Jimmy Valmer, Timmy Burch och Phillip.
- Matt Stone som Kyle Broflovski, Kenny McCormick, Butters Stotch, Gerald Broflovski, Stuart McCormick, Craig Tucker, Jimbo Kern, Terrance, Tweek Tweak och Jesus.
- Mona Marshall som Sheila Broflovski and Linda Stotch.
- Isaac Hayes som Chef.

### Gästroller
- Radiohead som sig själva ("Scott Tenorman Must Die")

## Avsnittsguide
Samtliga avsnitt är listade efter sändningsdatum.
| Nr i serien | Nr i säsongen | Titel                                   | Regissör    | Manus       | Originalvisning  | Prod. kod |
| --- | ------------- | --------------------------------------- | ----------- | ----------- | ---------------- | --------- |
| 66 | 1             | "It Hits the Fan"                       | Trey Parker | Trey Parker | 20 juni 2001     | 501       |
| När en kriminalserie på TV använder sig av ordet "shit" börjar staden överanvända ordet, vilket leder till att folk börjar digerdö av pesten. Här nämns ordet "Shit" 162 gånger, vilket framgår av avsnittets räknare.                                                               |               |                                         |             |             |                  |           |
| 67 | 2             | "Cripple Fight"                         | Trey Parker | Trey Parker | 27 juni 2001     | 502       |
| Big Gay Al blir sparkad från sitt jobb som scoutledare på grund av sin sexuella läggning. Samtidigt blir Jimmy, en ny handikappad pojke, Timmys fiende. |               |                                         |             |             |                  |           |
| 68 | 3             | "Super Best Friends"                    | Trey Parker | Trey Parker | 4 juli 2001      | 503       |
| Sektledaren David Blaine kommer till South Park. Det är upp till Stan, Jesus och hans superhjälte-kompisar att rädda världen. |               |                                         |             |             |                  |           |
| 69 | 4             | "Scott Tenorman Must Die"               | Eric Stough | Trey Parker | 11 juli 2001     | 504       |
| Cartman iscensätter en fasansfull vedergällning på ett äldre barn som retat och lurat honom. |               |                                         |             |             |                  |           |
| 70 | 5             | "Terrance and Phillip: Behind the Blow" | Trey Parker | Trey Parker | 18 juli 2001     | 505       |
| Pojkarna försöker återförena Terrance och Phillip. |               |                                         |             |             |                  |           |
| 71 | 6             | "Cartmanland"                           | Trey Parker | Trey Parker | 25 juli 2001     | 506       |
| Cartman ärver en miljon dollar från sin döda släkting, och spenderar dem på sin livs dröm: ett helt eget tivoli. |               |                                         |             |             |                  |           |
| 72 | 7             | "Proper Condom Use"                     | Trey Parker | Trey Parker | 1 augusti 2001   | 507       |
| Barnen måste lära sig sexualkunskap då de upptäcker ett sätt att "mjölka" hundar. Detta skrämmer vettet ur flickorna. Samtidigt får pojkarna lära sig använda kondomer. |               |                                         |             |             |                  |           |
| 73 | 8             | "Towelie"                               | Trey Parker | Trey Parker | 8 augusti 2001   | 508       |
| För att få sin nya spelkonsol tillbaka måste pojkarna ta en levande handduk till regeringen. |               |                                         |             |             |                  |           |
| 74 | 9             | "Osama Bin Laden Has Farty Pants"       | Trey Parker | Trey Parker | 7 november 2001  | 509       |
| Efter 11 september-attackerna är hela staden livrädd för terroristattacker. Efter att de har donerat pengar till barnen i Afghanistan får de en stor brun låda därifrån. |               |                                         |             |             |                  |           |
| 75 | 10            | "How to Eat with Your Butt"             | Trey Parker | Trey Parker | 14 november 2001 | 510       |
| Cartman slutar plötsligt att skratta åt saker. Detta händer efter att han satt Kennys rumpa på mjölkpaketen över försvunna barn, då två föräldrar med rumpor som ansikten kommer för att hitta sin borttappade son. Butters får utegångsförbud då hans skolfoto tydligen var dåligt. |               |                                         |             |             |                  |           |
| 76 | 11            | "The Entity"                            | Trey Parker | Trey Parker | 21 november 2001 | 511       |
| Kyles kusin, en stereotyp, nördig, judisk pojke som också heter Kyle, har kommit på besök. Samtidigt försöker Herr Garrison komma på ett nytt transportmedel som ska konkurrera ut flygplanen, eftersom det är så jädrans långa köer på flygplatserna.                               |               |                                         |             |             |                  |           |
| 77 | 12            | "Here Comes the Neighborhood"           | Eric Stough | Trey Parker | 28 november 2001 | 512       |
| Token är trött på att bli retad för att han är rik, så han lockar andra förmögna, svarta familjer att flytta till South Park. South Park- borna gillar dock inte de "rika" människorna i sin lilla småstad.                                                                          |               |                                         |             |             |                  |           |
| 78 | 13            | "Kenny Dies"                            | Trey Parker | Trey Parker | 5 december 2001  | 513       |
| Kenny är döende av en sjukdom, vilket berör vännerna. Samtidigt försöker Cartman sälja sina aborterade foster som han hittade i en kraschad lastbil. |               |                                         |             |             |                  |           |
| 79 | 14            | "Butters' Very Own Episode"             | Eric Stough | Trey Parker | 12 december 2001 | 514       |
| Namnet säger det mesta: Butters helt egna avsnitt. Så fort hans mamma får reda på att Butters pappa har ett hemligt sexliv börjar det bli en katastrof, just före deras bröllopsdag.                                                                                                 |               |                                         |             |             |                  |           |